# La Bande à Bonnaud
Ne doit pas être confondu avec la Bande à Bonnot.
La Bande à Bonnaud était une émission de radio présente sur France Inter durant la saison 2006-2007. Elle était diffusée du lundi au jeudi de 16h30 à 18 heures. Elle était consacrée à la culture et animée par Frédéric Bonnaud, Sandra Freeman et Arnaud Viviant. Elle fut supprimée en juin 2007, non sans provoquer des remous dans la station. Elle fut l'occasion d'une grève générale de France Inter en juin 2007, à l'exception de la matinale animée par Nicolas Demorand.

## Contenu
L’émission, présentée et produite par Frédéric Bonnaud, se composait de deux parties. Dans la première un invité est interviewé, avant d'être portraituré de façon humoristique par Philippe Collin sous forme de dialogue entre lui-même et Le Parrain, c’est-à-dire Frédéric Bonnaud. Dans la deuxième partie a lieu un débat sur une œuvre culturelle faisant partie de l’actualité. Hervé Pauchon intervient à travers un reportage. D’autres chroniqueurs participent à l’émission dans la chronique du jour : 
- lundi - le foot par Franck Annese (rédacteur en chef du magazine So Foot)
- mardi - l’art de vivre de François Simon (chroniqueur gastronomique au Figaro)
- mercredi - le cinéma de Jean-François Rauger (cinéphile averti, programmateur de cinémathèque française)
- jeudi - le livre de Fabrice Gabriel

L'émission est également coprésentée avec Sandra Freeman et Arnaud Viviant.

## Histoire
La première émission  a lieu le 4 septembre 2006. Au début de 2007, devant la baisse d’audience de l’émission, Frédéric Schlesinger demande à Frédéric Bonnaud de faire de son émission un mélange entre Les Grosses Têtes et Le Masque et la Plume, ce que refuse l’animateur. En juin 2007 la direction de la station décide de supprimer l’émission, officiellement pour manque d’audience. De plus elle lui reproche de faire des interviews trop longues et de ne pas diffuser assez de musique. Mais selon certains(comme les syndicats CGT et Sud) c’est l’impertinence politique de l’émission qui est visée, signe d’une reprise en main politique de France Inter dans le but de plaire au nouveau gouvernement. Plus largement, les journalistes craignent alors une chasse aux sorcières et que la direction privilégie le divertissement sur la culture. En dépit du soutien du personnel de la station qui se met en grève le 28 juin 2007, la Bande à Bonnaud est supprimée. Elle est remplacée par une émission en différé animée par Yves Calvi.